# Albert De Hert
Albert De Hert, dit Bert De Hert,  né le 18 novembre 1921 à Anvers en Belgique et mort le 8 juillet 2013 dans la même ville, est un footballeur international belge.

## Biographie
Fils de Louis De Hert, joueur du Royal Antwerp FC, Albert a été attaquant au Royal Berchem Sport. L'équipe de Berchem a joué au sortir de la guerre, les premiers rôles dans le championnat belge et termine trois années consécultives à la deuxième place de la compétition en 1949, 1950 et 1951. Bert Dehert termine le meilleur buteur du championnat de Belgique en 1951, en inscrivant 27 buts 
Il fait partie des  Diables Rouges entre 1949 et 1950 : il marque 3 buts en 10 rencontres internationales.
Son frère Constant De Hert a été également footballeur à Berchem

## Palmarès
- International belge en 1949 et 1950 (10 sélections et 3 buts marqués)
- première sélection : le 2 janvier 1949, Espagne-Belgique, 1-1 (match amical)
- Vice-Champion de Belgique en 1949, 1950 et 1951 avec le Royal Berchem Sport
- Meilleur buteur du Championnat de Belgique en 1951 (27 buts)